# Valeriana phylicoides
Valeriana phylicoides är en kaprifolväxtart som först beskrevs av Porphir Kiril Nicolai Stepanowitsch Turczaninow, och fick sitt nu gällande namn av Briquet. Valeriana phylicoides ingår i släktet vänderötter, och familjen kaprifolväxter. Inga underarter finns listade i Catalogue of Life.